# Ting Ning
Ting Ning (čínsky pchin-jinem Dīng Níng, znaky zjednodušené 丁宁, * 20. června 1990 Ta-čching) je čínská stolní tenistka.
Od listopadu 2011 do srpna 2013 byla nepřetržitě světovou jedničkou na ženském žebříčku ITTF.